# Седма коалиција
Седма коалиција је коалиција Аустрије, Холандије, Пруске, Русије, Шведске, Велике Британије и бројних немачких држава.
Седма коалиција је настала на брзину кад се Наполеон вратио у Француску, а пре његовог уласка у Париз. Шест дана пре него што је Наполеон дошао до Париза, на Бечком конгресу је 13. марта 1815. био проглашен побуњеником, а 17. марта 1815. четири велике силе Велика Британија, Пруска, Русија и Аустрија су се међусобно обавезале да ће прикупити 150.000 војника да би свргнули Наполеона.
Наполеон није успео у покушајима да увери некога од чланова Седме коалиције да одустане од коалиције. Због тога је сматрао да је његова једина шанса ако први нападне, пре него што коалиција сакупи сву војску. Кад би јужно од Брисела уништио коалицијске снаге, пре него што добију појачања, тада би Британце могао да врати на море, а Пруску избаци из рата.
Највеће битке Седме коалиције су биле:
- битка код Лињија 16. јун 1815.
- битка код Катр Бра 16. јун 1815.
- битка код Вавра 18. јун 1815. и 19. јун 1815.
- битка код Ватерлоа 18. јун 1815.

Код Лињија је француска војска под Наполеоновим заповедништвом натерала пруску војску у бег у нереду. Код Катр Бра је истога дана лево крило француске армије под командом маршала Неја блокирало савезничку војску, која је кренула да помогне Прусима у бици код Лињија. Највећа и одлучујућа битка је била битка код Ватерлоа 18. јуна 1815. Већину тога дана мало већа француска војска нападала је савезничку војску, у којој су Енглези били већина. Долазак Пруса у касно поподне преокренуо је битку, па је омогућио одлучну победу војводе од Велингтона над Наполеоном. Вавр је представљао француску тактичку победу, али та битка је одвукла француске снаге од места где су биле потребније. Пруска заштитница се сукобила са француском потером и успела је да веже довољно француских снага, које су могле помоћи Наполеону на Ватерлоу.
Наполеонових сто дана завршило је 28. јуна 1815, када је краљ Луј XVIII поново дошао на власт.